# Micrathena balzapamba
Micrathena balzapamba är en spindelart som beskrevs av Levi 1985. Micrathena balzapamba ingår i släktet Micrathena och familjen hjulspindlar.
Artens utbredningsområde är Ecuador. Inga underarter finns listade i Catalogue of Life.